# 贝亚德 (奥伦塞省)
贝亚德，是西班牙加利西亚自治区奥伦塞省的一个市镇。总面积6平方公里，总人口600人（2001年），人口密度100人/平方公里。